# Rhoptropella ocellata
Rhoptropella ocellata — вид геконоподібних ящірок родини геконових (Gekkonidae). Мешкає в Намібії і Південно-Африканській Республіці. Це єдиний представник монотипового роду Rhoptropella.

## Опис
Довжина гекона Rhoptropella ocellata (без врахування хвоста) становить 3—4 см.

## Поширення і екологія
Rhoptropella ocellata мешкають у регіоні Намакваленду на південному заході Намібії (зокрема в районі містечка Рош-Пінах і національного парку Аї-Аїс-Ріхтерсвелд) та на північному заході ПАР. Вони живуть у пустелі Наміб, серед скельних виступів, місцями порослих чагарниками, отримують вологу з прибережного туману. Відкладають яйця, у кладці 2—3 яйця розміром 8,5×6,5 мм.